# Canada ai XVI Giochi olimpici invernali
Il Canada partecipò ai XVI Giochi olimpici invernali, svoltisi ad Albertville, Francia, dall'8 al 23 febbraio 1992, con una delegazione di 108 atleti impegnati in undici discipline.